# Richard Chartier
Richard Chartier (Los Angeles, 29 marzo 1971) è un compositore e artista statunitense.

## Biografia
Si è esibito in luoghi quali Le Lieu unique, l'Accademia di Belle Arti di Berlino, il Castello di Rivoli e il Centre Pompidou e ha partecipato a rassegne artistiche quali la Whitney Biennial di New York. Dal 2000 gestisce la Line, etichetta discografica co-fondata insieme a Taylor Deupree, mentre nel 2006 è stato invitato all'Hirshhorn Museum and Sculpture Garden per creare un'opera sonora in concomitanza con la mostra di Hiroshi Sugimoto. L'opera che ne è derivata ha ricevuto una menzione speciale durante il Transmediale del 2007. Nel 2011 ha curato la mostra multimediale Data/Fields di Arlington che ha visto presenti cinque artisti fra cui Ryoji Ikeda. Chartier ha collaborato con musicisti quali Alva Noto, Asmus Tietchens, Kim Cascone e William Basinski.

## Stile musicale
Il suo minimalismo portato alle estreme conseguenze e quasi silenzioso fa uso di suoni statici e quasi impercettibili. L'artista vuole esplorare il rapporto fra suono, silenzio e arte di ascoltare. Durante la sua carriera ha anche pubblicato musica ambientale con il nome Pinkcourtesyphone.

## Discografia parziale

### Come Richard Chartier
- 1998 – Direct, Incidental, Consequential.
- 1999 – SPEC (con Taylor Deupree)
- 1999 – A Hesitant Fold
- 1999 – Post-Fabricated
- 2000 – Series
- 2001 – Decisive Forms
- 2002 – Of Surfaces
- 2002 – After (con Kim Cascone e Taylor Deupree)
- 2002 – (For Morton Feldman) (con Bernhard Günter e Steve Roden)
- 2003 – Two Locations
- 2003 – Archival 1991
- 2004 – Retrieval 2
- 2004 – Untitled 4	(con William Basinski)
- 2004 – Set or Performance
- 2005 – Defrag Sound Processing
- 2005 – Tracing (con artisti vari)
- 2005 – Die Schachtel (con artisti vari)
- 2005 – Korm Plastics (con Boca Raton)
- 2006 – Specification.Fifteen (con Taylor Deupree)
- 2006 – Incidence
- 2006 – Levels (Inverted)
- 2007 – Fabrication (con Asmus Tietchens)
- 2009 – Untitled (angle.1)
- 2010 – Fabrication 2 (con Asmus Tietchens)
- 2010 – A Field For Mixing
- 2011 – Untitled Tapes :1991-1993
- 2011 – Transparency (Performance)
- 2012 – Recurrence

### Come Pinkcourtesyphone
- 2012 – Foley Folly Folio
- 2012 – Elegant & Detached
- 2013 – Please Pick Up
- 2014 – A Ravishment of Mirror
- 2014 – Description of Problem